# Kościół św. Wojciecha w Grodźcu
Kościół Świętego Wojciecha w Grodźcu – rzymskokatolicki kościół parafialny we wsi Grodziec. Należy do dekanatu tuliszkowskiego. Mieści się przy Placu Arcybiskupa Bronisława Dąbrowskiego. 
Jest to budynek murowany, neogotycki wzniesiony w latach 1893–1900 za czasów ks. proboszcza Wojciecha Góreckiego, konsekrowany w 1901. W ołtarzu głównym mieści się posąg św. Wojciecha, patrona świątyni i parafii. W ołtarzach dwóch kaplic bocznych mieszczą się posągi św. Józefa i św. Antoniego. W dwóch ołtarzach w bocznych nawach umieszczone są obrazy Najświętszego Serca Jezusowego i Najświętszej Maryi Panny Częstochowskiej, wykonane w częstochowskiej pracowni E. Jędrzejczyka. Ołtarze ufundowała rodzina Kwileckich. W prezbiterium mieści się polichromia wykonana przez nieznanego artystę; w nawie, kaplicach i loży polichromię wykonała Zofia Baudouin de Courtenay. W latach 1974–1975 przeprowadzono renowację polichromii. Niedawno zostały założone witraże, dzieło toruńskich artystów Władysława i Wojciecha Koziołów.
Na lokalnym cmentarzu mieści się mogiła 12 powstańców z oddziału Edmunda Calliera, poległych pod Grodźcem 31 maja 1863 roku. 